# Children of Bodom
Children of Bodom — фінський англомовний музичний колектив, який виконував музику у стилі мелодійний дез-метал. Заснований у 1993 році у місті Еспоо, Фінляндія. Розпався у 2019 році, а через рік помер Алексі Лайхо — засновник та головний композитор.
Музичний стиль гурту увібрав у себе чимало різних стилів металу і чітко віднести до якогось конкретного не можна. Більшість критиків та фанатів сходяться на тому, що гурт грає поєднуючи мелодійний дез-метал, блек-метал, треш-метал та прогресивний метал. Характерною особливістю гурту є грубий вокал, рваний ритм, а також клавішні аранжування та швидкі мелодійні гітарні соло.
З часу свого заснування гурт записав 6 студійних альбомів, два live-альбоми, два EP та один DVD. Третій альбом гурту, Follow the Reaper був першим, який став золотим у Фінляндії, а після того усі 6 альбомів колективу здобули такий самий статус. Три альбоми гурту підряд дебютували у фінських чартах під номером один, також знайшовши місце в американському чарті Billboard 200.

## Історія гурту

### Заснування та перші роки. «IneartheD»(1993–1997)
Children of Bodom була заснована у 1993 році гітаристом Алексі «Wildchild» Лайхо та барабанщиком Яска Раатікайненом під назвою «IneartheD». Обидва музиканти знали один одного із дитинства, їх об'єднувало захоплення важкою музикою, особливо такими дез-метал колективами як Entombed, Obituary та треш-метал гуртом Stone. Басист Самулі Мієттінен завершив формування гурту. «IneartheD» записав своє перше демо Implosion of Heaven впродовж серпня того ж року.
Самулі Мієттінен був основним автором текстів пісень впродовж двох років роботи в «IneartheD». Але у 1995 році його сім'я переїхала до Сполучених Штатів, що унеможливлювало його подальшу участь у роботі гурту. Його останній творчий вклад у «IneartheD» були тексти до останнього демо гуртуUbiquitous Absence of Remission, коли вони вперше співпрацювали з продюсером Анссі Кіппо на «Astia-studios» (Лаппеенранта, Фінляндія). На цьому демо гурту уперше використав клавішні у своїх піснях. Лайхо і Раатікайнен грали на клавішних по черзі, потім зводили їх з іншими інструментами. Лайхо, який до цього писав лише музику до пісень почав також писати до них тексти.

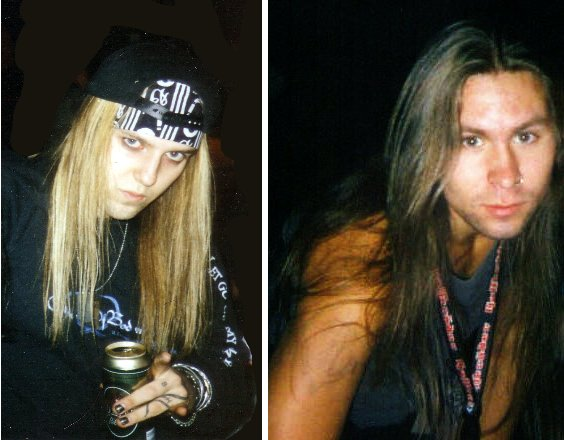
Друзі дитинства — Алексі Лайхо та Яска Раатікайнен, засновники Children of Bodom у 1993 році.

Водночас Раатікайнен грав на валторні у місцевому оркестрі і на одній із репетицій він познайомився із Александром Куоппала, який грав на трубі і був уже досвідченим гітаристом. Невдовзі після запису другого демо «IneartheD», Куоппала приєднався до гурту як ритм-гітарист.
Басистом замість вибулого Самулі Мієттінена став Хенкка «Коваль» Сеппяля, якого Лайхо та Раатікайнен попередньо знали зі школи. Крім гри на бас-гітарі, Сеппяля став часто виконувати бек-вокальні партії. Окрім цього, гурт запросив до себе клавішника — Яні Пірісйокі. Обидва приєдналися до «IneartheD» на початку 1996 року.
З новим складом, «IneartheD» записали своє третє демо Shining. Третє демо не вразило лейбли оскільки попередні два і жоден не захотів випустити його в себе. Попри свої старання, гурт не здобув великої популярності і виступав тільки на місцевому рівні перед невеликою аудиторією. Врешті-решт, гурт вирішив самостійно записати альбом. Але оскільки ніхто з музикантів не мав досить грошей, це був зухвалий крок.
Лайхо був незадоволений грою клавішника, тим більше, що останній не відвідував репетиції. Через це, Пірісйокі був звільнений, на його місце був запрошений друг Раатікайнена, джаз-піаніст, Янне «Warman» Вірман.
Вірман був тією деталлю, якої бракувало механізму «IneartheD». Його клавішні партії надали звучанню музики гурту ту характерну особливість, яка і зараз вирізняє його з-поміж інших. З Вірманом гурт успішно записує свій перший альбом Something Wild у 1997 році. Альбом мав вийти на маленькому бельгійському лейблі, «Shiver records». Але так сталося, що запис потрапив до рук Самі Тенетца (із Thy Serpent), в якому у 1997 році гітаристом був Алексі Лайхо. Через Тенетца запис потрапив до Ево Риткьонена із Spinefarm Records. Лейбл зацікавився гуртом і запропонував підписати контракт. Умови договору були набагато привабливішими для гурту: бельгійський лейбл не обіцяв їм жодної допомоги у розкрутці альбому і продавати його мусили самі музиканти; тож контракт був підписаний із Spinefarm Records.
Гурт мав придумати собі нову назву, адже контракт із «IneartheD» був вже укладений з «Shiver records». Щоб щось вигадати, музиканти почали шукати гарні назви у місцевому телефонному довіднику. Коли вони наткнулися на озеро Бодом (фін. Bodominjärvi), вони зрозуміли, що ця назва має привернути увагу до гурту, адже криє в собі загадкову історію. Музиканти перебрали багато варіантів назви зі словом «Bodom» і зупинились на Children of Bodom (укр. Діти Бодому). Ця назва відсилає до сумно відомого в тих місцинах вбивства на озері Бодом 4 червня 1960 року, коли невідомий злочинець убив трьох підлітків 15-18 років.

### Relentless, Reckless Forever (2011)
Halo of Blod (2013)
I Worship Chaos (2015)
Hexed (2019)

## Склад гурту
- Алексі Лайхо — вокал, гітара
- Янне Вірман — клавішні;
- Хенкка Сеппяля — бас-гітара;
- Яска Раатікайнен — ударні;
- Денніел Фрейберг — гітара

## Дискографія
- 1997: Something Wild
- 1999: Hatebreeder
- 2000: Follow the Reaper
- 2003: Hate Crew Deathroll
- 2005: Are You Dead Yet?
- 2008: Blooddrunk
- 2009: Skeletons In The Closet
- 2011: Relentless Reckless Forever
- 2013: Halo of Blood
- 2015: I Worship Chaos
- 2019: Hexed

## Відеографія
- Deadnight Warrior 1998
- Downfall 1999
- Everytime I Die 2000
- Needled 24/7 2003
- Sixpounder 2003
- Trashed, Lost and Strungout 2004
- In Your Face 2005
- Are You Dead Yet? 2006
- Blooddrunk 2008
- Hellhounds on my Trail 2008
- Smile Pretty for the Devil 2008
- Lookin' Out My Back Door 2009
- Was It Worth It? 2011
- Roundtrip to Hell and Back 2011
- Shovel Knockout 2012
- Transference (2013)
- Morrigan (2015)
- Under Glass And Clover (2018)
- Platitudes and Barren Words (2019)

## Цікаві факти
Назва пісні «Angels Don't Kill» запозичена з фільму «Святі з нетрів»; повністю цитата звучить «[…] All we know is what we found out from the neighbors, and the general consensus is, they're angels. But angels don't kill. […]»